# Biskupi warmińscy

Historyczny herb biskupów warmińskich

Biskupi warmińscy – biskupi diecezjalni, biskupi koadiutorzy i biskupi pomocniczy diecezji warmińskiej (od 1992 archidiecezji).
W latach 1466–1772 biskupi diecezjalni nosili tytuł udzielnego księcia sambijskiego. W 1569 biskup warmiński uzyskał alternatę z biskupem łuckim.

## Biskupi

### Biskupi diecezjalni
| Lata urzędowania | Biskup | Biskup                       | Uwagi |
| ---------------- | ------ | ---------------------------- | --- |
| 1250–1278        |        | Anzelm z Miśni               | |
| 1278–1300        |        | Henryk Fleming               | |
| 1301–1326        |        | Eberhard z Nysy              | |
| 1327–1328        |        | Jordan                       | |
| 1329–1334        |        | Henryk Wogenap               | |
| 1338–1349        |        | Herman z Pragi               | |
| 1350–1355        |        | Jan z Miśni                  | |
| 1355–1373        |        | Jan Stryprock                | |
| 1373–1401        |        | Henryk Sorbom                | |
| 1401–1415        |        | Henryk Vogelsang             | |
| 1415–1424        |        | Jan Abezier                  | |
| 1424–1457        |        | Franciszek Kuhschmalz        | następnie biskup pomocniczy wrocławski                                                                       |
| 1457–1458        |        | Eneasz Sylwiusz Piccolomini  | następnie papież Pius II                                                                                     |
| 1458–1467        |        | Paweł Legendorf              | |
| 1467–1489        |        | Mikołaj Tungen               | |
| 1489–1512        |        | Łukasz Watzenrode            | |
| 1512–1523        |        | Fabian Luzjański             | |
| 1523–1537        |        | Maurycy Ferber               | |
| 1537–1548        |        | Jan Dantyszek                | |
| 1549–1550        |        | Tiedemann Giese              | |
| 1551–1579        |        | Stanisław Hozjusz            | w latach 1574–1579 jednocześnie wielki penitencjarz, kardynał                                                |
| 1579–1589        |        | Marcin Kromer                | |
| 1589–1599        |        | Andrzej Batory               | kardynał |
| 1600–1604        |        | Piotr Tylicki                | następnie biskup diecezjalny kujawski, późniejszy biskup diecezjalny krakowski                               |
| 1604–1621        |        | Szymon Rudnicki              | |
| 1621–1633        |        | Jan Albert Waza              | następnie biskup diecezjalny krakowski, kardynał                                                             |
| 1633–1643        |        | Mikołaj Szyszkowski          | |
| 1643             |        | Jan Karol Konopacki          | nie objął diecezji                                                                                           |
| 1644–1658        |        | Wacław Leszczyński           | następnie arcybiskup metropolita gnieźnieński i prymas Polski                                                |
| 1659–1679        |        | Jan Stefan Wydżga            | następnie arcybiskup metropolita gnieźnieński i prymas Polski                                                |
| 1679–1688        |        | Michał Stefan Radziejowski   | następnie arcybiskup metropolita gnieźnieński i prymas Polski, kardynał                                      |
| 1688–1697        |        | Jan Stanisław Zbąski         | |
| 1698–1711        |        | Andrzej Chryzostom Załuski   | |
| 1712–1723        |        | Teodor Andrzej Potocki       | następnie arcybiskup metropolita gnieźnieński i prymas Polski                                                |
| 1724–1740        |        | Krzysztof Jan Szembek        | |
| 1741–1766        |        | Adam Stanisław Grabowski     | |
| 1767–1795        |        | Ignacy Krasicki              | następnie arcybiskup metropolita gnieźnieński i prymas Polski                                                |
| 1795–1803        |        | Karol von Hohenzollern       | |
| 1818–1836        |        | Józef von Hohenzollern       | |
| 1838–1841        |        | Andrzej Stanisław von Hatten | |
| 1842–1867        |        | Joseph Ambrosius Geritz      | |
| 1868–1885        |        | Philipp Krementz             | następnie arcybiskup metropolita Kolonii, kardynał                                                           |
| 1886–1908        |        | Andreas Thiel                | |
| 1909–1930        |        | Augustinus Bludau            | |
| 1930–1947        |        | Maximilian Kaller            | |
|                  |        | Tomasz Wilczyński            | delegat Prymasa Polski w latach 1956–1965                                                                    |
|                  |        | Józef Drzazga                | administrator apostolski w latach 1967–1972, następnie biskup diecezjalny warmiński                          |
| 1972–1978        |        | Józef Drzazga                | |
| 1979–1981        |        | Józef Glemp                  | następnie arcybiskup metropolita warszawski, arcybiskup metropolita gnieźnieński, prymas Polski, kardynał    |
| 1982–1988        |        | Jan Obłąk                    | |
|                  |        | Edmund Piszcz                | administrator apostolski w latach 1985–1988, następnie biskup diecezjalny warmiński (arcybiskup metropolita) |
| 1988–2006        |        | Edmund Piszcz                | od 1992 arcybiskup metropolita                                                                               |
| 2006–2016        |        | Wojciech Ziemba              | arcybiskup metropolita                                                                                       |
| od 2016          |        | Józef Górzyński              | arcybiskup metropolita                                                                                       |

### Biskupi pomocniczy
| Lata urzędowania | Biskup | Biskup                       | Uwagi |
| ---------------- | ------ | ---------------------------- | --- |
| 1415–1416        |        | Jan Kaldeborn                | |
| 1498–1532        |        | Jan Wilde                    | |
| 1570–1579        |        | Marcin Kromer                | koadiutor, następnie biskup diecezjalny warmiński                                                                    |
| 1584–1589        |        | Andrzej Batory               | następnie biskup diecezjalny warmiński, kardynał                                                                     |
| 1624–1646        |        | Michał Erazm Działyński      | następnie biskup diecezjalny kamieniecki                                                                             |
| 1648–1665        |        | Wojciech Pilchowicz          | |
| 1658–1677        |        | Tomasz Ujejski               | |
| 1695–1703        |        | Kazimierz Benedykt Leżeński  | |
| 1710–1713        |        | Stefan Wierzbowski           | |
| 1713–1729        |        | Jan Franciszek Kurdwanowski  | |
| 1730–1746        |        | Michał Remigiusz Łaszewski   | |
| 1765–1798        |        | Karol Fryderyk von Zehmen    | |
| 1766–1767        |        | Ignacy Krasicki              | koadiutor, następnie biskup diecezjalny warmiński, późniejszy arcybiskup metropolita gnieźnieński i prymas Polski    |
| 1800–1837        |        | Andrzej Stanisław von Hatten | następnie biskup diecezjalny warmiński                                                                               |
| 1840–1842        |        | Joseph Ambrosius Geritz      | następnie biskup diecezjalny warmiński                                                                               |
| 1844–1852        |        | Franz Großmann               | |
| 1852–1873        |        | Antoni Frenzel               | |
| 1901–1916        |        | Eduard Herrmann              | |
| 1958–1967        |        | Józef Drzazga                | formalnie biskup pomocniczy gnieźnieński, następnie administrator apostolski i biskup diecezjalny warmiński          |
| 1962–1982        |        | Jan Obłąk                    | do 1967 formalnie biskup pomocniczy gnieźnieński, następnie biskup diecezjalny warmiński                             |
| 1969–2004        |        | Julian Wojtkowski            | |
| 1982–1992        |        | Wojciech Ziemba              | następnie biskup diecezjalny ełcki, późniejszy arcybiskup metropolita białostocki i arcybiskup metropolita warmiński |
| 1989–1992        |        | Józef Wysocki                | następnie biskup pomocniczy elbląski                                                                                 |
| 1994–2014        |        | Jacek Jezierski              | następnie biskup diecezjalny elbląski                                                                                |
| 2015–2016        |        | Józef Górzyński              | koadiutor, następnie arcybiskup metropolita warmiński                                                                |
| od 2018          |        | Janusz Ostrowski             | |